# Municipio de Cleveland (Minnesota)
El municipio de Cleveland (en inglés, Cleveland Township) es un municipio del condado de Le Sueur, Minnesota, Estados Unidos. Tiene una población estimada, a mediados de 2022, de 724 habitantes.

## Geografía
Está ubicado en las coordenadas 44°19′17″N 93°49′08″O / 44.32139, -93.81889 (44.32148, -93.81883). Según la Oficina del Censo, tiene una superficie de 96.4 km², de los cuales 86.8 km² corresponden a tierra firme y 9.6 km² están cubiertos de agua.

## Demografía
Según el censo de 2020, en ese momento había 710 personas residiendo en la zona. La densidad de población era de 8.2 hab./km². El 97.5 % de los habitantes eran blancos, el 0.7 % eran asiáticos, el 0.3 % eran de otras razas  y el 1.5 % eran de una mezcla de razas. Del total de la población, el 1.0 % eran hispanos o latinos de cualquier raza.